# Lepyroniella petrovi
Lepyroniella petrovi är en insektsart som först beskrevs av Grigoriev 1910.  Lepyroniella petrovi ingår i släktet Lepyroniella och familjen spottstritar. Inga underarter finns listade i Catalogue of Life.